# César Montagna
Cézar Montagna de Sousa (Rio de Janeiro, 21 de agosto de 1914 — Rio de Janeiro, 9 de setembro de 2007) foi um general-de-divisão, ex-combatente da Força Expedicionária Brasileira.

## Carreira militar
Formando da turma de 1934 da antiga Escola Militar de Realengo. Na Segunda Guerra Mundial, era adjunto do Estado-Maior de Artilharia Divisionária Brasileira, tendo sido condecorado com a Bronze Star, Estados Unidos, e a Cruz do Valor Militar, Itália.
Teve participação destacada no Movimento Militar de 1964, quando, com um time de estudantes armados da Escola de Comando e Estado-Maior do Exército, tomou o QG da Artilharia de Costa, vizinho ao Forte de Copacabana.
Como Coronel comandou o 31º Grupo de Artilharia de Campanha - Escola e o Forte de Copacabana, ambos no Rio de Janeiro.
Promovido a general em 1967, foi Adido Militar, em Washington e comandou a Artilharia de Costa da 1ª Região Militar, no Rio de Janeiro.
No período de abril de 1973 a fevereiro de 1976, comandou a 3ª Divisão de Exército, em Santa Maria.
Passou para a reserva em 1977. Foi presidente do Clube Militar. Presidiu o extinto Conselho Nacional de Desportos (CND).
Durante muitos anos foi o Secretário da Ordem dos Velhos Artilheiros, responsável pelas comemorações da arma de Artilharia no Rio de Janeiro.